# Evolution-Data Optimized

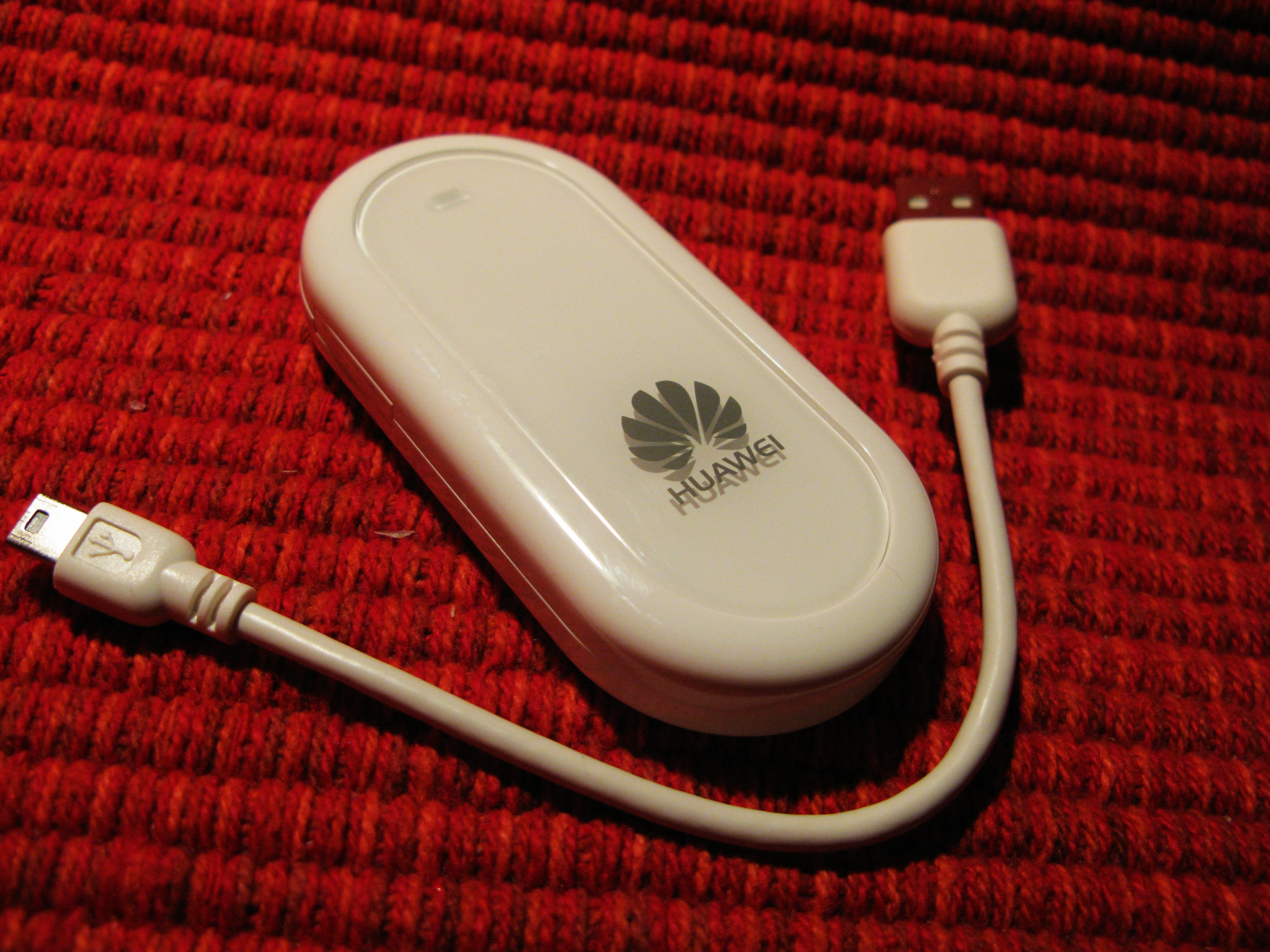
Huawei CDMA2000 EV-DO USB бездротовий модем

EV-DO (Evolution Data Only або Evolution-Data Optimized) — технологія мереж мобільного зв'язку третього покоління 3G, стандартизована 3GPP2 в межах розвитку CDMA2000 1x та забезпечення високошвидкісну передачу даних зі швидкістю до 2.4 Мб/с (rev0), до 3,1 Мб/с (revA) та ще більше в подальших модифікаціях.

## Швидкість
Швидкість передачі даних в EV-DO, залежно від поколінь (релізів) стандарту, досягає (завантаження / віддача):
- Rev.0 — (CDMA2000 1x EV-DO rev.0) — 2,4 / 0,153 Мбіт/с (Down_link) / (Up_link)
- Rev.A — (CDMA2000 1x EV-DO rev.A) — 3,1 / 1,8 Мбіт/с
- Rev.B — (CDMA2000 1x EV-DO rev.B) — 73,5 / 27 Мбіт/с (15 каналів несучої, 4,9 / 1,8 Мбіт/с при одній несучій.)
- Rev.C — 280/75 Мбіт/с
- Rev.D — 500/120 Мбіт/с

## Переваги технології EV-DO
Швидке підключення до мережі Інтернет незалежно від місцяположення та часу, організація високошвидкісних корпоративних VPN-мереж, широкий спектр послуг мобільного мультимедіа, потужній інструмент для створення мобільних робочих місць.
Корпоративним клієнтам використання EV-DO дозволяє помітно підвищити продуктивність праці співробітників за рахунок повсюдного доступу в будь-який час до корпоративних даних за допомогою захищених та простих рішень, удосконалювати поточні бізнес-процеси та будувати свій бізнес, а також прискорити реагування на проблеми експлуатації та питання клієнтів.
Сьогодні технологія EV-DO означає менші капітальні і операційні витрати, кращу підтримку пакетних застосунків в реальному часі, багатоадресних і широкомовних сервісів (BCMCS), використання крізної IP-архітектури, розширені можливості впровадження нових функцій, забезпечує взаємодію з мережами CDMA 2000 1X, 802.11 і 802.16.

## Принципи роботи EV-DO
Під час проектування стандарту EV-DO був врахований той фактор, що обсяг інформації, що передається від оператора до абонента, як правило, значно перевищує обсяг інформації, що йде у зворотному напрямку. В середньому, абонент приймає в 4 рази більше даних, ніж передає. Тому, у випадку з EV-DO має сенс окремо розглядати канал передачі даних оператор → абонент та канал абонент → оператор.
В каналі оператор → абонент передача даних здійснюється у вигляді набору пакетів тривалістю 25.67 мс, розділеного на 16 слотів. Передача одного пакету може займати від 1 до 16 слотів в залежності від швидкості передачі даних. Після того, як абонентський термінал отримує пакет та проводиться перевірка цілісності даних, здійснюється передача повідомлення про те, що пакет успішно отриманий. Передача даних в каналі оператор → абонент може здійснюватися на швидкості від 38.4 КБіт/с до 2457.6 КБіт/с. У реальних умовах частіше всього використовується 1228.8 КБіт/с та 1843.2 КБіт/с. Такі великі швидкості в каналі оператор → абонент забезпечуються за рахунок використання методу колективного доступу з часовим розподіленням каналів.
В Україні, станом на 2018 рік, послуги EV-DO надають Інтертелеком (800 мГц, Rev.A, Rev.B), PEOPLEnet (800 мГц, Rev.A).